# Phytocoris ulmi

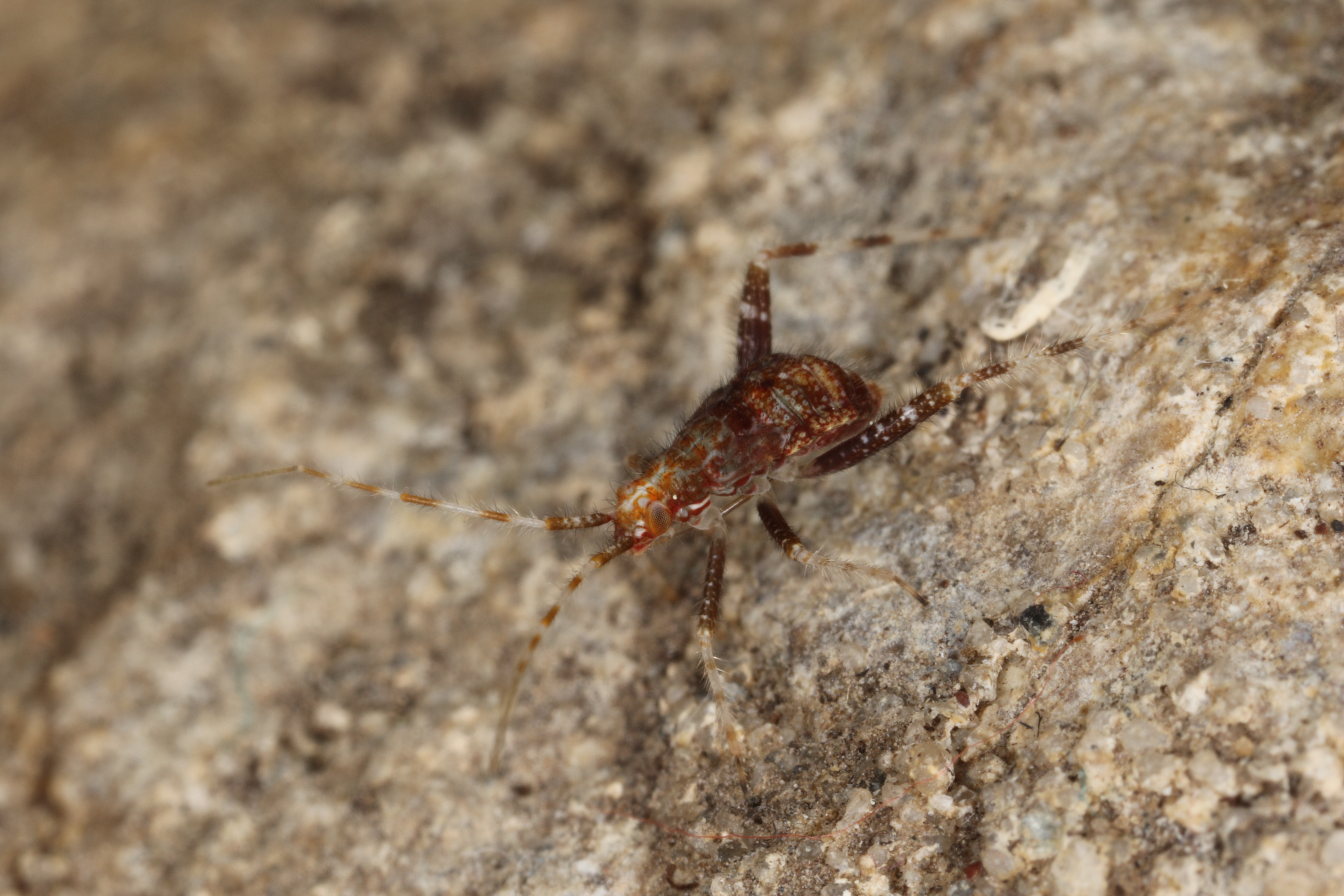
Nymphe

Phytocoris ulmi, auch Ulmen-Laubweichwanze genannt, ist eine Wanzenart aus der Familie der Weichwanzen (Miridae).

## Merkmale
Die Wanzen werden 6,4 bis 8,1 Millimeter lang. Die Arten der Gattung Phytocoris sind auf Grund ihrer langen Schenkel (Femora) der Hinterbeine und dem langen ersten Fühlerglied erkennbar. Nur Miridius quadrivirgatus besitzt diese Merkmale ebenfalls. Phytocoris ulmi hat eine ähnliche Grundfarbe wie Phytocoris varipes, die Oberseite ist aber mehr einheitlich gemustert und ihr fehlen längliche Flecke. Das erste Fühlerglied ist dünner und die Härchen an den Fühlern sind länger als die Fühler breit sind. Sowohl die Männchen, als auch die Weibchen sind adult voll geflügelt (makropter). Nur selten treten auch Weibchen mit verkürzten (brachypteren) Hemielytren auf.

## Vorkommen und Lebensraum
Die Art ist in Nord- und Mitteleuropa verbreitet und tritt im Mittelmeergebiet nur selten und hier im Westen auf. Im Osten reicht die Verbreitung bis in den Kaukasus. In Deutschland und Österreich ist die Art weit verbreitet und häufig.

## Lebensweise
Die Wanzen leben überwiegend an Bäumen und Sträuchern an sonnigen Orten, aber auch an krautigen Pflanzen. Man findet sie häufig an Weißdornen (Crataegus), Schlehdorn (Prunus spinosa), aber auch an Äpfeln (Malus), Prunus-Arten, Haseln (Corylus), Weiden (Salix), Johannisbeeren (Ribes), Besenginster (Cytisus scoparius) und anderen. Sie ernähren sich zoophytophag und saugen auch an Spinnmilben, Blattläusen, Blattflöhen, Schildläusen und anderen kleinen Insekten und ansonsten an den Reproduktionsorganen der Wirtspflanzen. Die Tiere sind nachtaktiv. Adulte kann man von Mitte Juli, selten auch schon ab Juni, bis Ende September und Anfang Oktober antreffen. Die Weibchen legen ihre Eier in die Risse der Rinde an jüngeren Ästen der Wirtspflanzen ab.

## Belege